# 10 Brygada Artylerii (II RP)
10 Brygada Artylerii (10 BA) – brygada artylerii Wojska Polskiego II RP.

## Historia
Brygadę rozpoczęto formować jesienią 1919. Stała się organiczną jednostką artylerii 10 Dywizji Piechoty.
Na dzień 1 maja 1920 dysponowała 24 działami polowymi.

## Struktura pod koniec 1919
- dowództwo
- 10 pułk artylerii polowej w składzie 6 baterii
- I dywizjon 10 pułku artylerii ciężkiej w składzie 3 baterii

## Dowódcy brygady
- płk Tadeusz Jastrzębski (1919 -)[1]